# Górkówka
Górkówka – część wsi Kościelisko w Polsce w województwie małopolskim, w powiecie tatrzańskim,  w gminie Kościelisko.
W latach 1975–1998 Górkówka administracyjnie należała do województwa nowosądeckiego.